# Луховицы
Лухови́цы — город в России, административный центр города областного подчинения Луховицы с административной территорией (до апреля 2017 года Луховицкого района) и городского округа Луховицы (до января 2017 года Луховицкого муниципального района) Московской области.
Главное предприятие города: авиационный «Луховицкий машиностроительный завод», входит в корпорацию «МиГ».
Расположен на северных отрогах Среднерусской возвышенности, на реках Чёрной и Вобле, в 135 км к юго-востоку от Москвы, в 22 км к юго-востоку от Коломны и в 54 км от Рязани. Находится на федеральной автомобильной трассе М-5 «Урал» Москва — Челябинск и на историческом Московско-Казанском историческом ходе. Расположена железнодорожная станция Луховицы.

## История
Современный город основан в 1863 году как пассажирская станция на участке железной дороги Коломна — Рязань. В 1929 году Луховицкие земли включены в состав вновь созданной Московской промышленной области. В 1931 году — слияние Белоомутского и Луховицкого районов в один с центром в Луховицах, создание современного Луховицкого района Московской области. В 1957 году Постановлением Верховного Совета РСФСР рабочему посёлку Луховицы присвоен статус города.
Село Глуховичи (Луховицы) впервые упоминается в платежной книге Перевитского стана в 1594 -1597 г.г. в качестве вотчины рязанского архиепископа. В XV-XVI веках луховицкие земли представляли собой лесной край с очень редкими и немноголюдными деревнями; их развитию мешало невыгодное положение — вдали от рек и транспортного сообщения. В 1744 г. в Луховицах числилось 197 душ мужского пола. В 1764 г. после секуляризации церковных земель, Луховицы стали экономическими, а в XIX в. — государственными селениями. В середине XIX века через Луховицы прошло Рязанское шоссе, оживившее торговлю и промысловую деятельность. Однако, по сравнению с соседними поселениями, село оставалось небольшим (Если в соседнем Дединове насчитывалось более 8 тыс. жителей, в Белоомуте —- до 12 тыс. человек, то Луховицы вместе с Подлесной Слободой составляли 3,5 тыс. человек). Быстрому развитию способствовала железная дорога Москва - Рязань, прошедшая рядом с Луховицами, оставив в стороне другие приокские села. 
В сборнике «Населенные места Рязанской губернии» за 1906 год Луховицы значатся как село Луховичи Зарайского уезда, являющееся центром Луховической волости. В селе числилось 284 двора и 2 890 жителей.
В 1953 году в Луховицах были введены в строй центральная летно-испытательная баз Министерства оборонной промышленности СССР и филиал московского авиазавода №30.

## Климат
Умеренно континентальный.
- Среднегодовая температура — +4,9 C°;
- Среднегодовая скорость ветра — 2,3 м/с;
- Среднегодовая влажность воздуха — 76 %;
- Среднегодовое количество ясных дней — 25;
- Среднегодовое количество облачных дней — 164;
- Среднегодовое количество пасмурных дней — 176.

| Показатель                                   | Янв.  | Фев. | Март | Апр. | Май  | Июнь | Июль | Авг. | Сен. | Окт. | Нояб. | Дек. | Год |
| -------------------------------------------- | ----- | ---- | ---- | ---- | ---- | ---- | ---- | ---- | ---- | ---- | ----- | ---- | --- |
| Абсолютный максимум, °C                      | 6     | 7    | 18   | 28   | 34   | 35   | 38   | 39   | 33   | 25   | 14    | 8    | 39  |
| Средний суточный максимум, °C                | −5,9  | −4,9 | 1    | 10,8 | 19,1 | 22,7 | 24,7 | 22,6 | 16,3 | 8,5  | 0,7   | −3,5 | 9,3 |
| Средняя температура, °C                      | −9,1  | −8,9 | −3,1 | 5,8  | 13,1 | 16,9 | 18,9 | 16,8 | 11,1 | 4,9  | −1,7  | −6,3 | 4,9 |
| Средний суточный минимум, °C                 | −12,7 | −13  | −7,1 | 1,1  | 7    | 11   | 13,3 | 11,3 | 6,5  | 1,6  | −4,2  | −9,2 | 0,5 |
| Абсолютный минимум, °C                       | −42   | −38  | −32  | −21  | −8   | −2   | 1    | −2   | −9   | −16  | −32   | −38  | −42 |
| Норма осадков, мм                            | 35    | 29   | 26   | 33   | 44   | 62   | 76   | 60   | 53   | 51   | 43    | 40   | 552 |
| Источник: climate-data.org и Погода и климат |       |      |      |      |      |      |      |      |      |      |       |      |     |

## Население
| 1744    | 1861    | 1897    | 1925    | 1939    | 1959    | 1970    | 1979    | 1989    | 1992    |
| ------- | ------- | ------- | ------- | ------- | ------- | ------- | ------- | ------- | ------- |
| 420     | ↗1300   | ↗1700   | ↗3150   | ↘1855   | ↗12 656 | ↗18 116 | ↗27 703 | ↗32 501 | ↗33 300 |
| 1996    | 1998    | 2000    | 2001    | 2002    | 2003    | 2005    | 2006    | 2007    | 2008    |
| ↘32 900 | →32 900 | ↘32 700 | ↘32 600 | ↘32 403 | ↘32 400 | ↘32 300 | ↘31 831 | ↗32 100 | ↘31 900 |
| 2009    | 2010    | 2011    | 2012    | 2013    | 2014    | 2015    | 2016    | 2017    | 2018    |
| ↗31 915 | ↘29 850 | ↗29 900 | ↘29 814 | ↘29 762 | ↘29 737 | ↗29 893 | ↗30 055 | ↗30 271 | ↘30 228 |
| 2019    | 2020    | 2021    | 2023    | 2024    |         |         |         |         |         |
| ↗30 290 | ↗30 443 | ↘29 889 | ↘29 845 | ↘29 808 |         |         |         |         |         |

На 1 января 2025 года по численности населения город находился на 497-м месте из 1124 городов Российской Федерации.
В начале XVII века в Луховицах (Глуховичах) было всего 16 дворов, то есть примерно 100—120 жителей.

## Экономика
Ведущими предприятиями города являются:
- Производственный комплекс № 1 — филиал ПАО «РСК «МиГ», принадлежащий ПАО «Объединённая авиастроительная корпорация» и экспериментальный аэродром Луховицы (Третьяково);
- АО «Транснефть — Диаскан»[31];
- Обособленное подразделение АО «НПП „КлаСС“»;
- ООО «СтронгТехник (продажа и ремонт сельхозтехники);
- ГУ «Луховицкий лесхоз»;
- ООО Mars;
- ПАО «Луховицы-карьер»;
- ООО «Феррум»;
- АО «Стерин» (производство и продажа одноразовых медицинских шприцев[32]);
- ООО «М. А. Стер» (на предприятии проводится газовая стерилизация медицинских изделий окисью этилена)[33];
- Луховицкий молочный завод;
- ПАО «Луховицкий мукомольный завод»;
- ПАО «Луховицкая швейная фабрика»;
- Завод по выпуску гофрокартона компании Stora Enso[34].
- ООО «Скай-Сервис»;
- ООО «Промтех» Запасные части к дизельным двигателям для локомотивов;
- ООО «Луховицкая нефтебаза»;
- OOO «Подмосковный урожай» (тепличное хозяйство).

## Транспорт

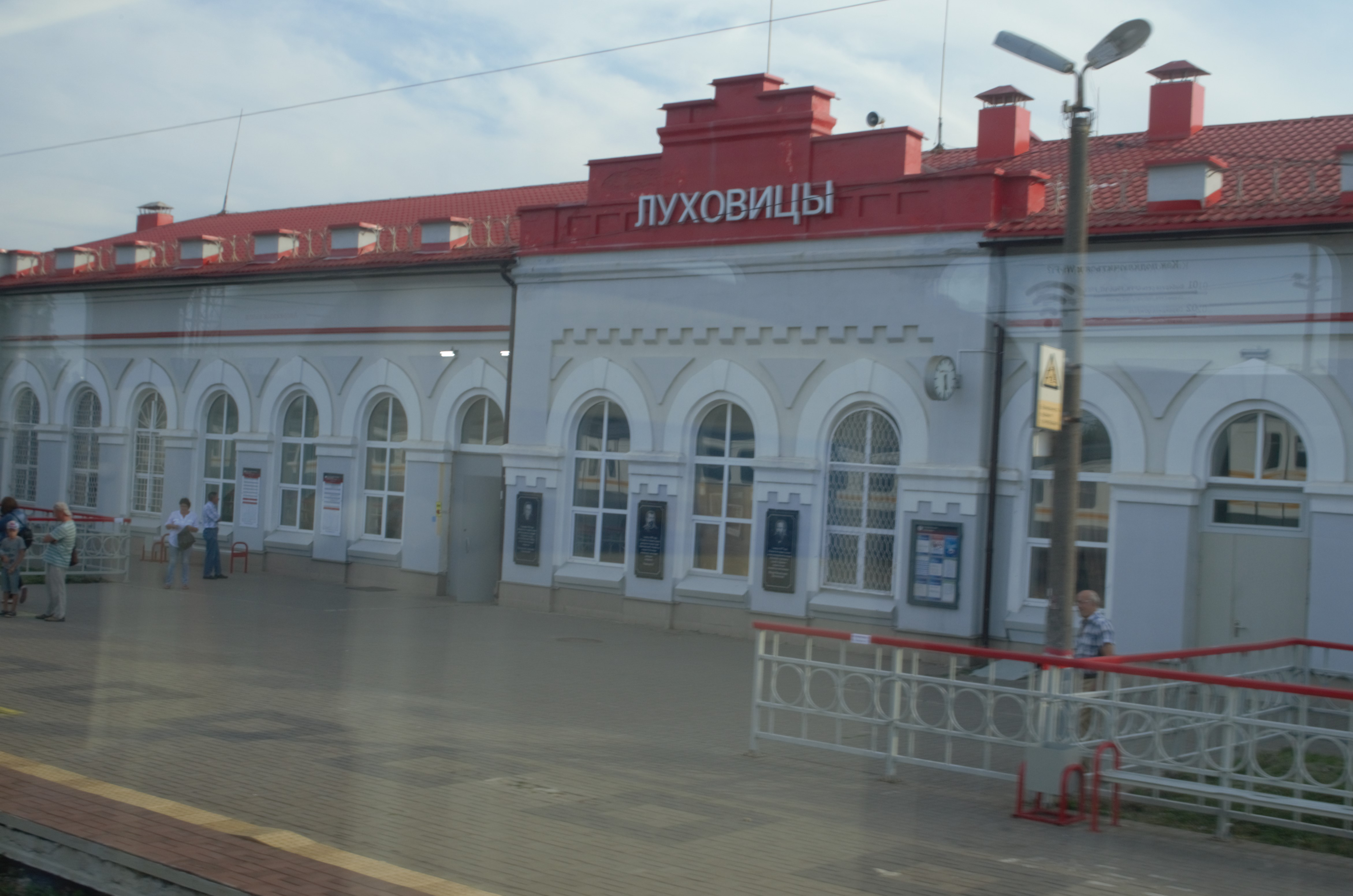
Станция Луховицы

Железнодорожная станция Луховицы располагается на линии Москва (Казанский вокзал) – Рязань (Рязань I, Рязань II). На станции останавливаются несколько пар пригородных поездов из Рязани, в том числе экспресс до Москвы, доезжающий из Рязани менее чем за 1 час, до Москвы – менее чем за 2 часа. Автомобильный транспорт: автобусы ГУП МО «Мострансавто»: маршрут № 318 (Москва (ст. метро «Котельники») — Луховицы, начало движения от Луховиц в 4:00, окончание от Москвы в 22:00 (по воскресеньям в 23:00), а также транзитные маршруты от ст. метро «Котельники»: № 330 (Зарайск), № 960 (Рязань). Городское транспортное сообщение осуществляется МАП № 2 автоколонны 1417 ГУП МО «Мострансавто». Функционируют 4 внутригородских автобусных маршрута, и более 20 пригородных и межобластных, соединяющих Луховицы с Зарайском, Рязанью, Коломной, Серебряными Прудами, Белоомутом, Ловцами, Газопроводском, Фруктовой, Берхино, Подлипками и др. На южной окраине города расположен аэродром Третьяково.

## Коммунальное хозяйство
Структура отрасли ЖКХ в Луховицком муниципальном районе представляет собой предприятия различной формы собственности. В 2007 году в Луховицком муниципальном районе создана управляющая компания ОАО «ЛУК ЖКХ», которая на основании договорных отношений с предприятиями ЖКХ координирует работу по содержанию и обслуживанию муниципального жилищного фонда. Основным поставщиком коммунальных услуг является предприятие ОАО «ВТКХ», обеспечивающее население горячей и холодной водой и теплом. Предприятиями, обслуживающими сферу ЖКХ на территории городского поселения Луховицы, являются ООО «Альянс», ООО «МиТОЛ-ЖКХ-1», ООО «ЖКХ». Что касается муниципальной собственности, то после передачи собственности из ведения Луховицкого района на баланс городского поселения Луховицы с января 2009 года назрела необходимость в организации предприятия, которое должно было заняться содержанием городских объектов. Таким предприятием стало МАУ «Комбинат по благоустройству и бытовому хозяйству», в функции которого входит уборка мусора, озеленение города, содержание кладбищ и захоронение. На базе МАУ «КББХ» работает паспортная служба, которая занимается выдачей справок, услугами выписки и постоянной регистрации граждан.

## Культура и образование

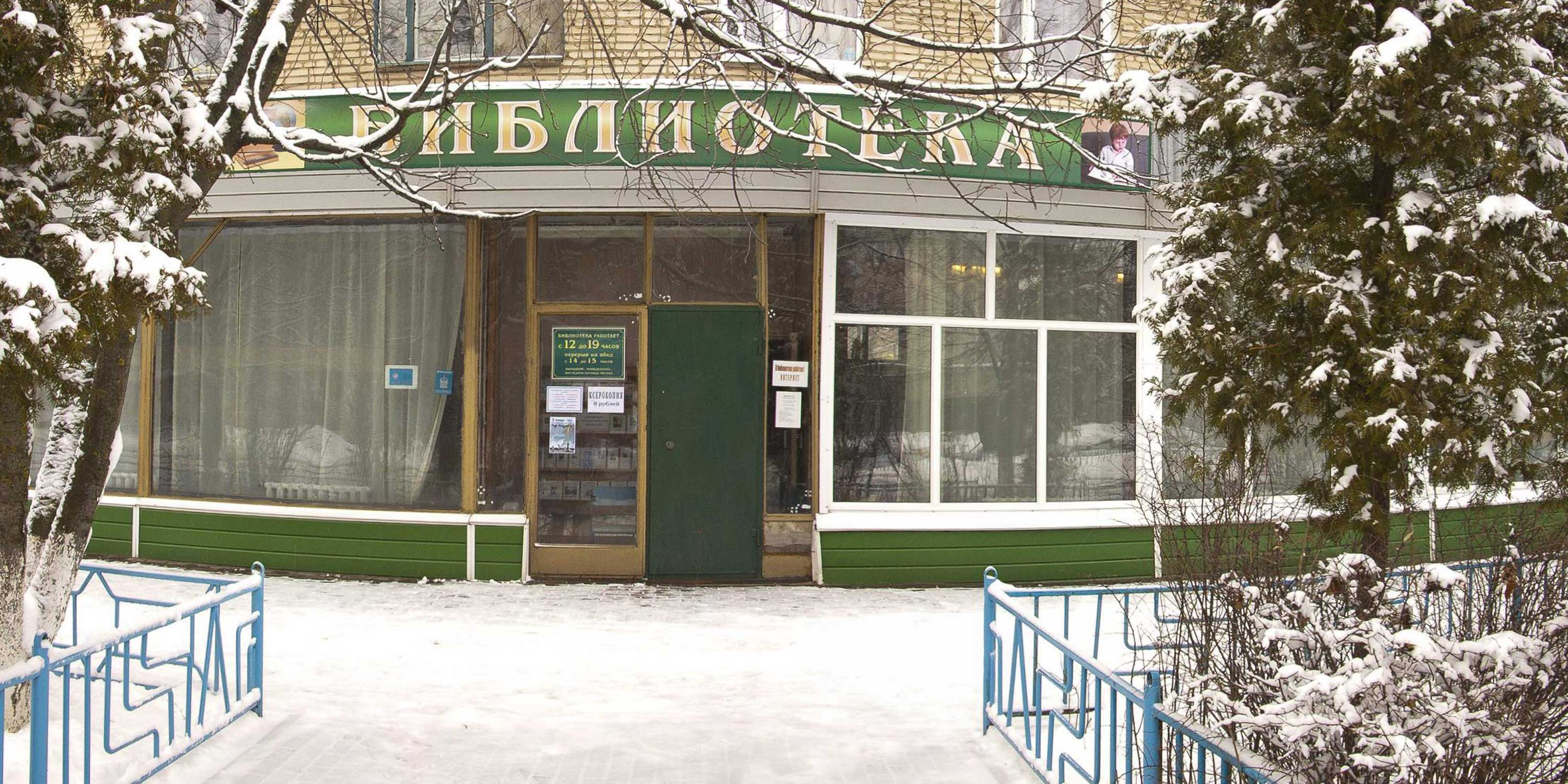
Районная межпоселенческая библиотека

Учреждения культуры, находящиеся в ведомстве городского поселения Луховицы: МУК «Централизованная библиотечная система», включающая в себя городские библиотеки № 1, № 2, № 3. На территории городского поселения успешно работают учреждения культуры районного подчинения: РДК «Старт» (построен заводчанами в 1967 году), районная межпоселенческая библиотека, преобразованная в таковую из городской центральной библиотеки в 2006 году, музыкальная школа «Орфей». Выставочное пространство представлено Луховицким историко-художественным (краеведческим) музеем, культурно-выставочным центром.

### Учреждения образования
В городе пять школ: гимназия № 10, лицей, а также школы № 1, № 2, № 9. Работают Луховицкий авиационный техникум, Луховицкий колледж государственного управления, туризма и экономики (филиал Российской международной академии туризма), Современный гуманитарный университет, филиал Московского областного педагогического университета, центр развития творчества детей и юношества.

## Религия
В Луховицах находятся:

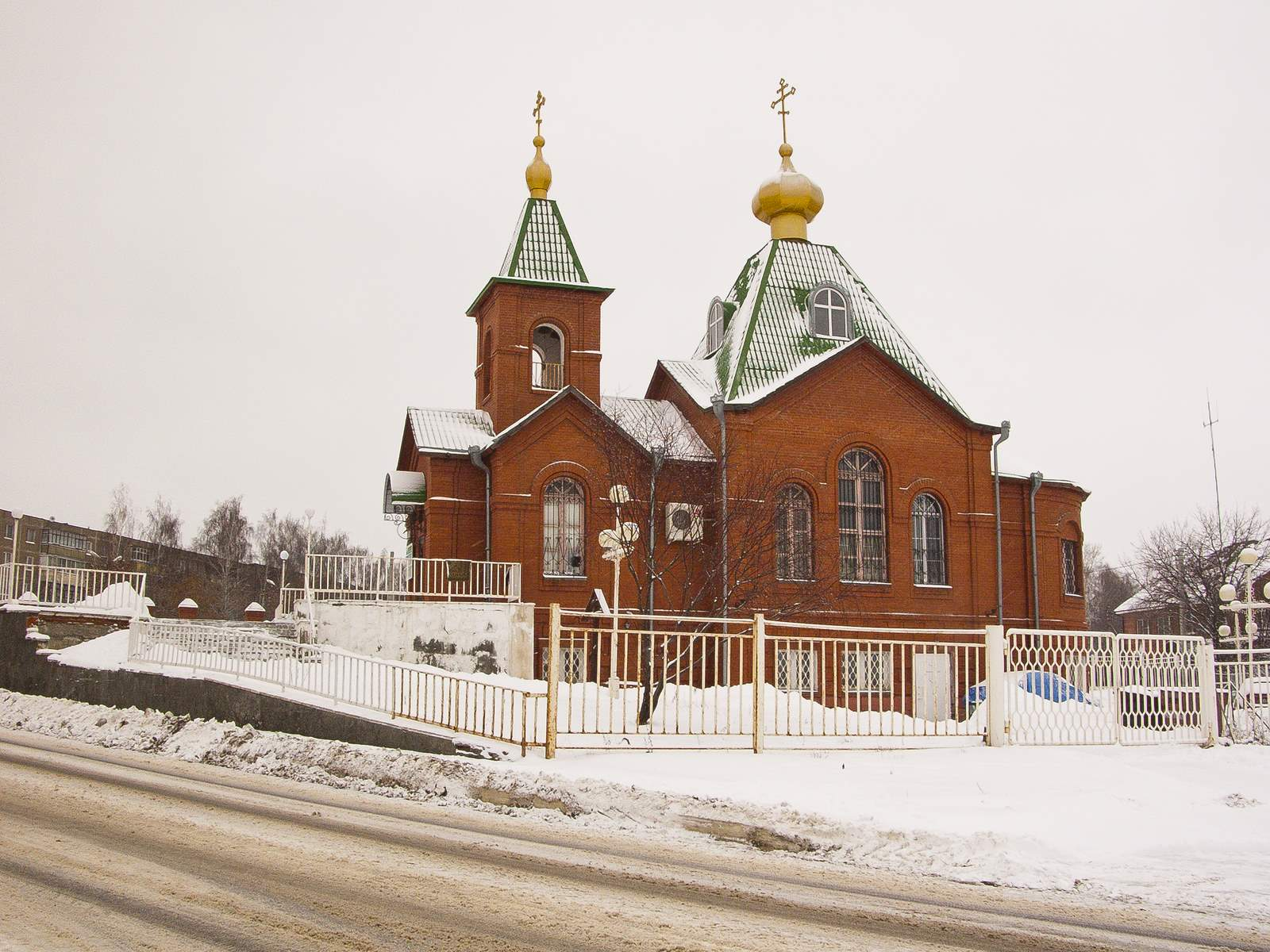
Церковь Рождества Христова

- церковь Иконы Божией Матери Казанская в Су́шкове постройки 1754 года,
- церковь Николая Чудотворца постройки 1914 года,
- церковь Рождества Христова постройки 2000 года,[источник?]
- церковь Троицы Живоначальной постройки 1994 года[35].

Сразу после выезда из города в сторону Зарайска слева от дороги стоит деревянная Казанская церковь (1754), в которой отлично сохранился резной трёхъярусный иконостас, а в трёх километрах от города, в деревне Троицкие Борки располагается церковь Святой Троицы (1774), образец раннего классицизма.

## Здравоохранение
Медицина городского поселения Луховицы и всего Луховицкого района (основное медицинское учреждение — Луховицкая ЦРБ) представлена отделениями онкологии, урологии, офтальмологии, реанимации, анестезиологии, травматологии и ортопедии, неврологическим и гнойным хирургическим отделениями. Луховицкая больница работает в рамках национального проекта «Здоровье», по которому системно ведётся вакцинация населения против опасных инфекционных и вирусных заболеваний. При амбулаторно-поликлинических учреждениях открыты школы здоровья для страдающих сахарным диабетом и артериальной гипертонией. Действуют коронарный клуб и школа для детей, больных бронхиальной астмой. Родильно-гинекологическое отделение в 2002 году за достигнутые успехи в уходе за пациентами награждено дипломом ВОЗ ЮНИСЕФ «Больница доброжелательного отношения к ребёнку». В 2007 году это звание получили также детская поликлиника «Айболит» и женская консультация. Вырос целый больничный городок, где рядом с лечебными помещениями расположились вспомогательные службы. В 2004 году была построена детская поликлиника «Айболит» (за счёт средств областного бюджета).

## Спорт
Развивается спортивная жизнь города. В Луховицах имеется стадион «Спартак» «Авиатор» достроенный в 2024 году (стал центром приёма и сдачи ГТО) , детский спортивно-оздоровительный комплекс «Дельфин», детско-юношеская спортивная школа. Далеко за пределами города известно имя знаменитого мотогонщика, многократного призёра чемпионатов мира и Советского Союза, мастера спорта международного класса, заслуженного тренера СССР Владимира Матвеевича Цыброва (1939—1983) и чемпиона мира по мотогонкам на льду Сергея Макарова. Также в городе и в Московской области и за её пределами, в прошлом, была известная Луховицкая хоккейная команда «Сокол». Футбольный клуб «Спартак» / ФК «Луховицы» играл в первенствах СССР и России.

## Средства массовой информации
В городском поселении Луховицы выходит одно печатное издание — районная газета Луховицкие вести. Также в городе работает телевидение «Ринг» (МУП ЛР «Лэсис»). С апреля 2013 года вещает телеканал «Инко-ТВ». С 15 июля 2013 года канал перешёл на 24-часовое вещание.
С 2013 года начал свою работу  Независимы интернет портал Луховинь.рф

## Достопримечательности

### Голубые озёра
К северу от Луховиц расположена группа искусственных водоёмов Голубые озёра (затопленные песчаные карьеры «Союзпески»), окружённая сосновым лесом. Эти озёра пользуются большой популярностью благодаря свежему лесному воздуху, чистой воде и песчаным пляжам, удалённости от шума города и крупных трасс. Некоторые из озёр оборудованы пляжами с кабинками, кафе, лодочными станциями, другие сохраняют подчеркнуто естественный первозданный вид. По этой причине озёра популярны не только у местных жителей, но и у приезжих из соседних городов, в том числе из Москвы.
Летом из-за большого количества отдыхающих на берегах озёр спонтанно возникают настоящие палаточные города. Также здесь проводятся танцевальные техно-вечеринки на открытом воздухе (опен-эйры) и другие мероприятия. На берегу озера № 4 в июне проводился ежегодный слёт любителей авторской песни «Голубые озёра».

### Памятники города
Среди луховичан и гостей города пользуется популярностью установленный в 2008 году памятник почтальону Печкину — персонажу мультипликационной трилогии Владимира Попова «Трое из Простоквашино» (1978), «Каникулы в Простоквашино» (1980) и «Зима в Простоквашино» (1984) по произведениям Эдуарда Успенского. В размещённой напротив почтового отделения композиции из бронзы (автор — рязанский скульптор Полина Горбунова), кроме почтальона, увековечены и другие персонажи мультфильма: пёс Шарик, кот Матроскин и галчонок Хватайка. В том же году рядом с детской поликлиникой появился памятник доктору Айболиту (работы Бориса, Василия и Полины Горбуновых) — герою сказок Корнея Чуковского, а также соответствующих кинокартин и мультфильмов. На окраине города, возле Аллеи Славы, установлена военная техника: реактивный учебно-тренировочный самолёт Л-29, полковой миномёт ПМ-37, средний танк Т-55, гаубица М-30, противотанковая пушка БС-3, батальонный миномёт БМ-37, истребитель МиГ-21. Рядом расположен мемориал жертвам политических репрессий и памятник Ленину, который расположился напротив городской администрации. В городе установлен памятник истребителю-бомбардировщику МиГ-23.
На трассе «Урал» установлен памятник знаменитому луховицкому огурцу. Подпись на памятнике гласит: «Огурцу-кормильцу от благодарных луховичан». Уменьшенная точная копия этого памятника хранится в кабинете главы администрации города Рыбное Рязанской области. Недалеко от вокзала установлен памятник Петру Первому с надписью: «За моё Отечество и людей живота своего не жалел и не жалею… Петр I».

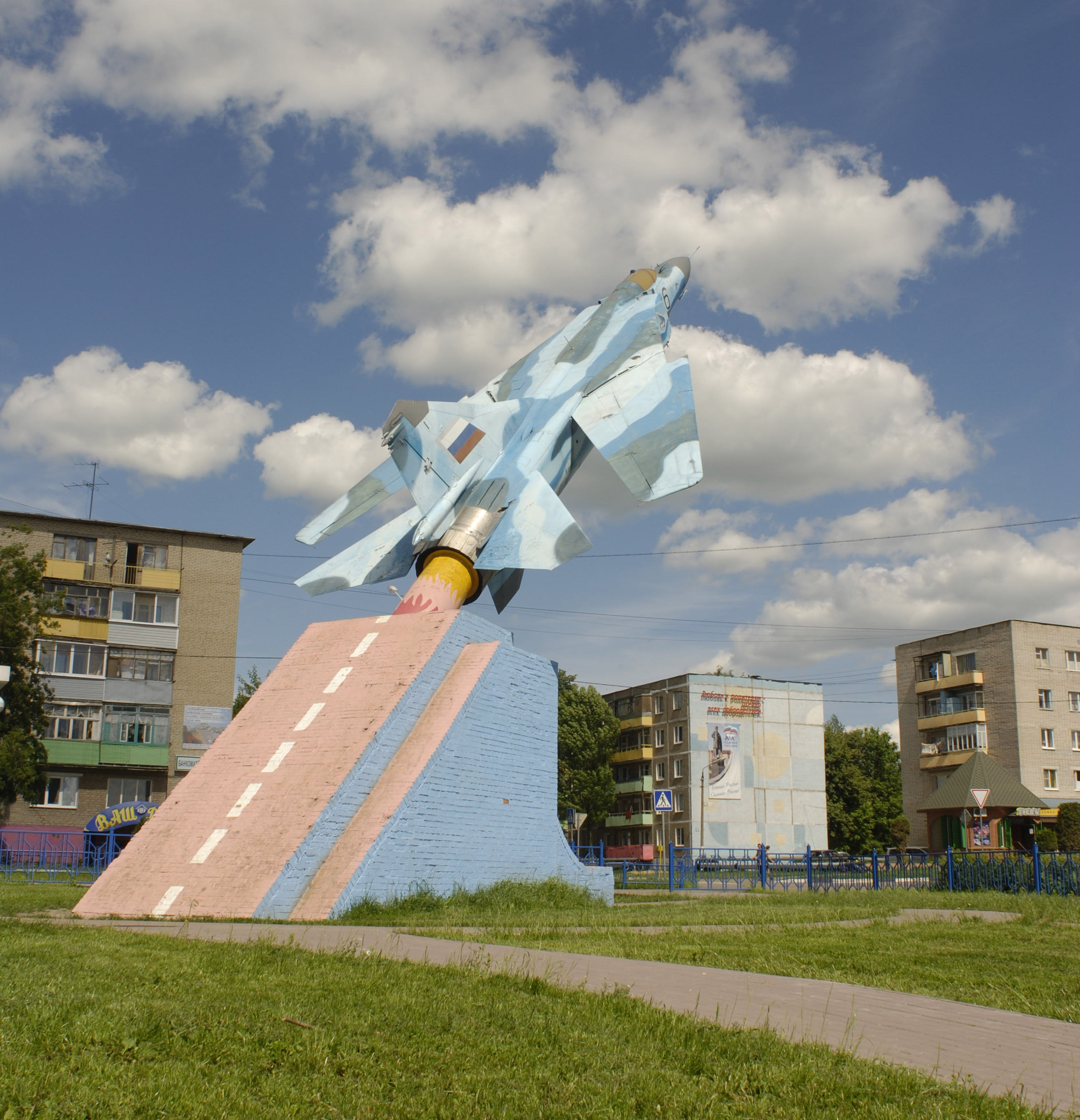
МиГ-23
Памятник почтальону Печкину
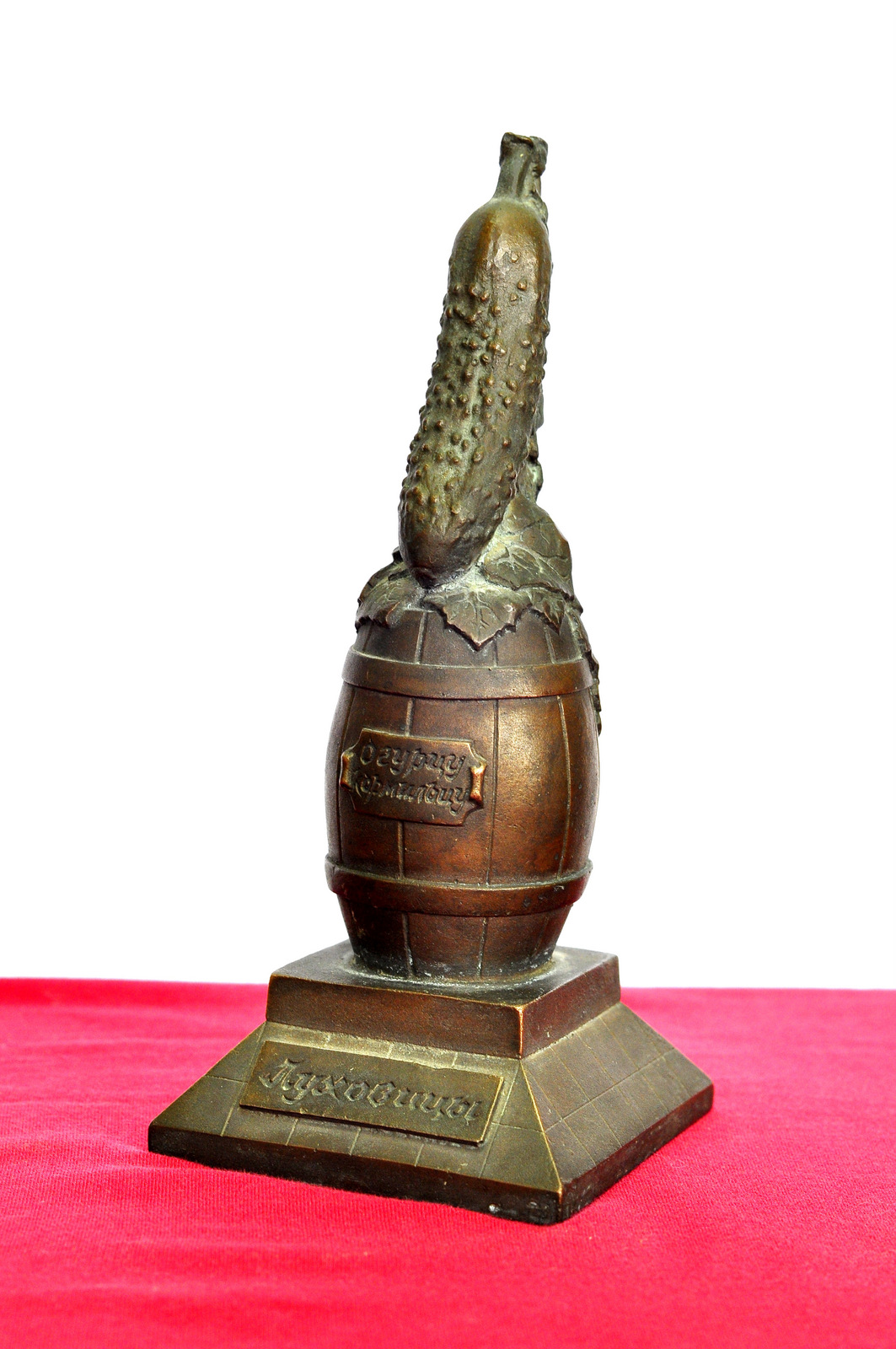
Эскиз памятника огурцу

## Поговорки
- Есть в России три столицы — Москва, Рязань и Луховицы